# Pedro Tovar de Lemos
Pedro Tovar de Lemos, também conhecido como Conde de Tovar (Paris, França, 4 de Janeiro de 1888 – Estoril, Portugal, 16 de novembro de 1961) foi um diplomata e investigador português.
Pedro Tovar de Lemos nasceu em Paris a 4 de janeiro de 1888, provavelmente durante uma das missões diplomáticas de seu pai, António Maria Tovar de Lemos, primeiro conde de Tovar. A sua mãe era Maria Emília Torres (1858-1929), filha de Cândido José Rodrigues, barão de Itambi. Licenciou-se em Filosofia e Letras pela Universidade de Lovaina, enveredando depois pela carreira diplomática como o pai.
Em 1912 foi elevado a primeiro secretário de Legação, e colocado na embaixada portuguesa em Londres a partir de Setembro desse ano, exercendo por várias vezes a função de encarregado de negócios interino. Passou à disponibilidade em finais de 1919, regressando novamente às funções diplomáticas em 1933.
Em 1938 era vice-secretário-geral da Academia Portuguesa de História. Era académico de número da mesma associação, na qual ocupava em 1951 a cadeira número cinco.
A 29 de novembro de 1939 foi-lhe concedido o grau de Comendador, sendo então ministro plenipotenciário de segunda classe e presidente da Associação dos Arqueólogos.
A partir de 4 de julho de 1940, por ordem de Salazar, chefiou juntamente com o diplomata Francisco de Paula Brito Júnior uma investigação sobre os vistos e passaportes assinados por Aristides de Sousa Mendes, cônsul geral em Bordéus, contra as normas do Ministério dos Negócios Estrangeiros de Portugal, e o subsequente processo disciplinar. Ambos eram considerados de reputação pró-Eixo.
Foi Chefe da Repartição das Questões Económicas do Ministério dos Negócios Estrangeiros em Lisboa. Entre 1941 e 1945 foi ministro plenipotenciário em Berlim. Nessa qualidade enviou a António de Oliveira Salazar um relatório sobre a "Nova Ordem" germânica, datado de 15 de Novembro de 1941, que abordava do seguinte modo a "questão judaica":
Casou com Maria Luísa de Freitas de Meireles do Canto e Castro, nascida a 20 de Fevereiro de 1880, filha do também diplomata Francisco de Meneses Meireles do Canto e Castro, visconde de Meireles.
Morreu no Estoril a 16 de novembro de 1961.
Deixou vários trabalhos publicados na revista "Arquivo Histórico de Portugal", com a qual colaborou em vários projectos de investigação.